# Джон Огъстъс Лонгуърт
Джон Огъстъс Лонгуърт (на английски: John Augustus Longworth) е британски дипломат, работил на Балканите и Близкия изток.

## Биография
Роден е около 1803 година. В 1850 година се жени за София Сесилия Сандисън (1820 – 1892), дъщеря на британския дипломат Доналд Сандисън.
На 29 септември 1851 година е назначен за британски консул в Битоля, Османската империя. От ноември 1857 до ноември 1858 година изпълняващ длъжността консул е Джон Илайджа Блънт.
На 13 февруари 1860 година е назначен за британски генерален консул в Белград, Сърбия, а от 17 март 1868 година е агент и генерален консул. Остава на поста до 1875 година.
Умира на 23 юли 1875 година в Бейсуотър, Лондон.